# Sadasue Senda
Sadasue Senda (Prefettura di Kagoshima, 16 dicembre 1892 – Iwo Jima, 8 marzo 1945) è stato un generale giapponese.
Morì alla battaglia di Iwo Jima durante la seconda guerra mondiale.

## Carriera
Il 1º agosto 1939 divenne capo della sezione di disciplina della scuola della gioventù dell'Esercito imperiale giapponese di Sendai e il 29 maggio 1940 fu nominato comandante del 44º reggimento di fanteria.
Assunse poi il comando della scuola della gioventù militare di Sendai il 5 febbraio 1943 e mantenne tale carica fino al 27 novembre 1944.
Il 16 dicembre 1944 divenne comandante della 2ª brigata mista giapponese.
Prese parte alla battaglia di Iwo Jima e fu ucciso in azione l'8 marzo 1945.

## Promozioni
- Colonnello - 1º agosto 1939
- Maggior generale - 1º marzo 1944
- Tenente generale (postumo) - 17 marzo 1945